# Łukaszew
Łukaszew (prononciation : [wuˈkaʂɛf]) est un village polonais de la gmina de Pogorzela dans le powiat de Gostyń de la voïvodie de Grande-Pologne dans le centre-ouest de la Pologne.
Il se situe à environ 3 kilomètres au sud de Pogorzela (siège de la gmina), à 18 kilomètres au sud-est de Gostyń (siège du powiat) et à 70 kilomètres au sud-est de Poznań (capitale régionale).

## Histoire
De 1975 à 1998, le village faisait partie du territoire de la voïvodie de Leszno.

Depuis 1999, Łukaszew est situé dans la voïvodie de Grande-Pologne.